# Ørentviste
Ørentviste (Dermaptera) er en orden af insekter, der er udbredt over størstedelen af verden. I alt kendes omkring 2.000 arter, hvoraf fem er udbredt i Danmark. Ørentviste har en karakteristisk tang på bagkroppen og tynde hindeagtige vinger, der er foldet sammen under korte dækvinger. Ørentviste har ufuldstændig forvandling, det vil sige uden et puppestadium. Det sidste af de fire larvestadier kaldes gerne nymfestadiet. Ørentviste kan have yngelpleje, hvor moren passer æg og undertiden også unger.
Ørentviste er lyssky dyr, der ofte træffes flere sammen, fx under sten, bark eller vissent løv. De ses desuden i frugter, under blade eller i blomster, hvor de kan fortære støvveje og støvdragere. Ud over plantedele kan ørentviste leve af mindre dyr som bladlus.

## Arter
I Danmark findes fem vildtlevende arter:
- Almindelig ørentvist (Forficula auricularia). Den almindelige ørentvist, der er udbredt i hele Danmark og i øvrigt i store dele af verden, er cirka 10-14 millimeter lang. Hos hunnen er tangen 3,5-5 millimeter, og hos hannen 4-9 millimeter. Den har ildelugtende stinkkirtler. Farven er rødbrun med gullige vingeskæl (de udragende flyvevinger) og dækvinger. Man ser sjældent den almindelige ørentvist flyve. Ørentvisten bemærkes især i august, hvor ungerne er udvoksede. Parringen foregår om efteråret. Senere går den i vinterhi. Hunnen kan grave en hule under en sten eller eksempelvis benytte en regnormegang. Hannen tilbringer oftest vinteren sammen med hunnen. Om foråret forlader hannen hulen, og hunnen lægger sine æg, som den derefter passer. De holdes fri af skimmelsvampe og døde æg fjernes. Når æggene klækkes, stopper yngelplejen, men den bliver hos ungerne. Efter et stykke tid dør moren og ungerne fortærer den. Ungerne skal igennem fire hudskifter, før de er udvokset. Det nye hylster er helt hvidt, men efter 6-7 timer er det nye mørkt og stift. En hvid ørentvist er derfor ikke en albino.
- Buskørentvist (Apterygida media) er 6-10 millimeter lang og gul til rødbrun. Dækvingerne er større og dækker helt de mindre udviklede flyvevinger. Hannen har en indadrettet tand på hver tangarm.
- Skovørentvist (Chelidurella acanthopygia) er 6-13 millimeter lang og rødlig, brunlig eller gullig. Dækvingerne er reduceret til to lapper, der er vokset fast til brystets overside. Hannens tangarme er halvcirkelformede.
- Lille ørentvist (Labia minor) er 4-5 millimeter lang og gulbrun med en fin behåring, der giver et gyldent skær. Dækvinger og flyvevinger er normalt udviklede. Hannens tangarme er fint tandede på indersiden. Den ses ofte flyvende, både dag og aften.
- Sandørentvist (Labidura riparia) er 13-26 millimeter lang og varierer i farve fra gul og sort til brun. I Danmark er den ofte bleggul med en bred mørk rygstribe på bagkropppen. Dækvinger er mørkebrune og flyvevinger veludviklede. Hannens tangarme er svagt indadkrummede med en lille, indadrettet tand lidt bag midten. Føden består hovedsagelig af insektlarver og edderkopper eller lignende. Overvintringen foregår i op til to meter lange overvintringsrør.

- Almindelig ørentvist, han (Forficula auricularia). Bemærk tanden ved basis af den krummede tangarm.
- Almindelig ørentvist, hun (Forficula auricularia)
- Buskørentvist, han (Apterygida media). Bemærk de næsten rette tangarme med en lille tand lidt over midten.
- Buskørentvist, hun (Apterygida media)
- Skovørentvist, han (Chelidurella acanthopygia)
- Tangarme af skovørentvist, han (Chelidurella acanthopygia). Det bemærkes at de krumme tangarme mangler tænder.
- Lille ørentvist (Labia minor)
- Lille ørentvist (Labia minor)
- Sandørentvist (Labidura riparia)
- Sandørentvist, han tv, hun th (Labidura riparia). Bemærk hannens krummede tangarme med en lille tand lidt over midten.

## Myte
Det er en myte at ørentviste lægger æg i menneskeører. Myten er opstået på grund af insektets navn, der dog i virkeligheden kommer af formen og aftegningerne på ørentvistens vinger, som bærer en stærk lighed med et menneskeligt øre.
Det sker dog at ørentvisten (som det også kan ske med andre smådyr) forvilder sig ind i menneskers øregang. Nogle mennesker har ligefrem en fobi for at sove uden at have ørerne dækket til, på grund af frygten for at der flytter en ørentvist ind.[kilde mangler].

## Ørentviste i litteraturen
I James Joyces sidste roman Finnegans Wake er Ørentvisten/ H. C. Earwicker en gennemgående person.

## Evolution
De første fossiler af ørentviste kendes tilbage fra Sen Trias til Tidlig Jura, ca. 202 millioner år før i dag. Der er dog grund til at tro at gruppen kan være endnu ældre, muligvis tilbage fra Karbon-tiden. Der kendes ca. 80 arter af fossile arter af ørentviste i dag, hvoraf de ældste er fundet i England og Australien. I Danmark kender vi fossiler af ørentviste bl.a. fra Tidlig Eocæn i Fur Formationen (fra moleret) og fra det baltiske rav.